# Kartoffelkrebs

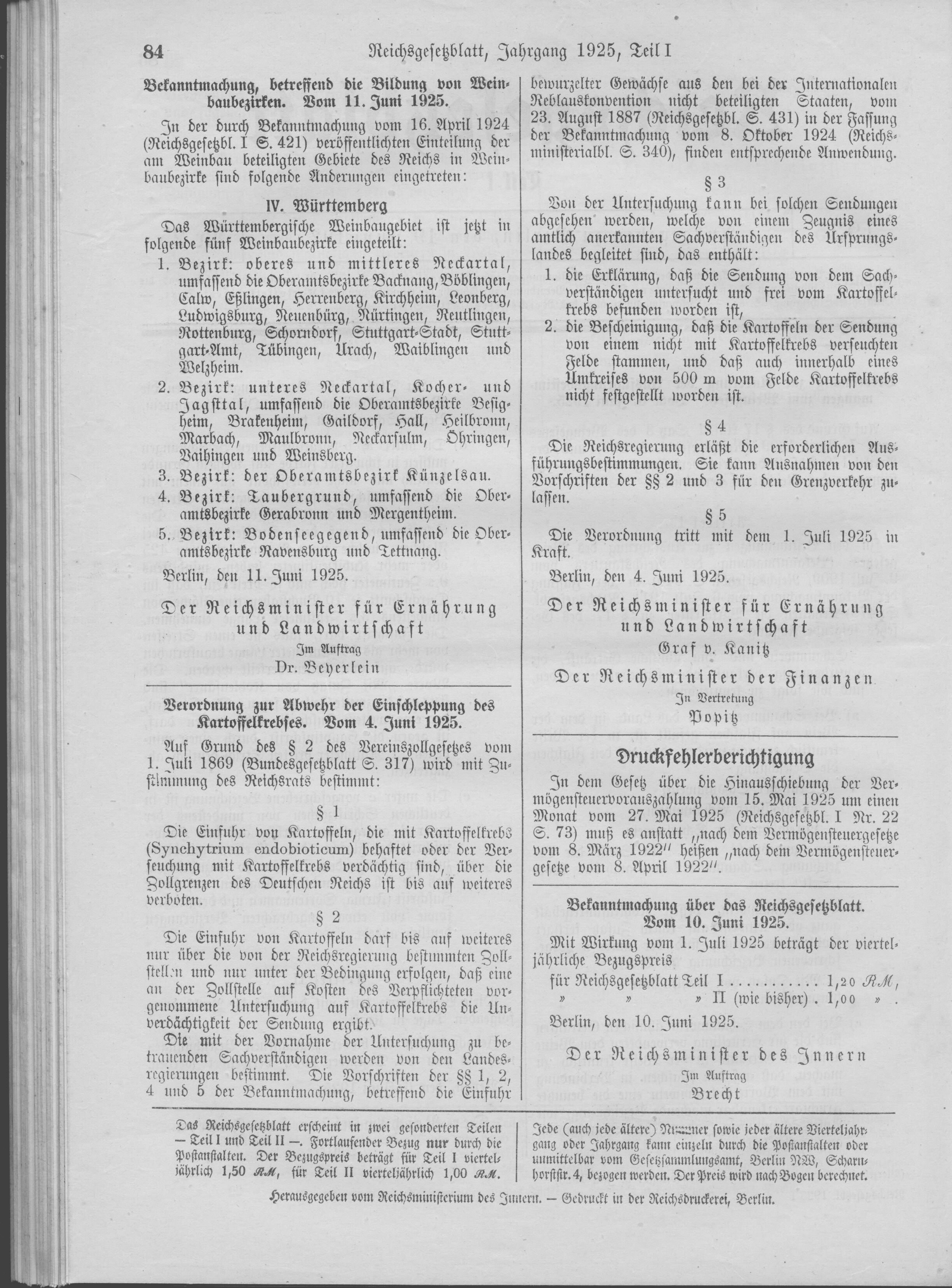
Verordnung zur Abwehr der Einschleppung des Kartoffelkrebses. Vom 4. Juni 1925

Der Kartoffelkrebs ist eine durch den Pilz Synchytrium endobioticum verursachte Pilzinfektion an der Knolle und am Stängelgrund der Kartoffel (Solanum tuberosum).

## Symptome und Biologie
Die Krankheit zeichnet sich durch blumenkohlartige Zellwucherungen, Tumoren genannt, aus. Diese sind von sehr unterschiedlicher Größe (bis faustgroß) und befallen Lentizellen, Stolonen und unterirdische Teile der Stängel, aber nie die Wurzeln, wie dies beim Pulverschorf- und Nematodenbefall der Fall ist. Die Tumoren sind am Anfang hell, werden mit der Zeit dunkler und entlassen schließlich ein schwarzes Pulver. Die Krankheit kann sich auch während der Lagerung weiterentwickeln. Die Kartoffelknollen können bei der Ernte schon verfault sein. Sie werden dann leicht übersehen. Während der Staudenaufwuchs gesund erscheint, nimmt der Ertrag meist stark ab oder bleibt völlig aus. Der Erreger tritt in verschiedenen Unterarten auf, gegen die es resistente Sorten gibt. Wenn Kartoffelkrebs auftritt, besteht Anzeigepflicht. Der Kartoffelanbau wird auf der befallenen Fläche verboten. Er darf erst wieder aufgenommen werden, wenn der Nachweis der Befallsfreiheit erbracht wird. Nach Feststellung der Kartoffelkrebsrasse auf der Befallsfläche dürfen auf den Nachbargrundstücken nur Sorten angebaut werden, die gegen diesen Erregertyp resistent sind. Die Epidemien fallen besonders in feuchten und kalten Klimaregionen, wie Nord- und Mitteleuropa, gravierend aus.

## Bekämpfung
Neben der drastischen Maßnahme der Isolierung der Krankheit auf Befallsflächen, gibt es nur wenige zusätzliche Maßnahmen – nämlich die Verwendung von gesundem und/oder resistentem Pflanzgut. Eine längere Fruchtfolge könnte auch den Befallsdruck lindern (alle 4–5 Jahre Kartoffeln). Eine chemische Bekämpfung ist nicht möglich. Die Bekämpfung des Kartoffelkrebses ist in Deutschland gesetzlich geregelt.